# Mildura
Mildura ist eine Stadt im australischen Bundesstaat Victoria und liegt im Nordwesten des Staates am Murray River an der Grenze zu New South Wales. Sie ist der Hauptort der Local Government Area Rural City of Mildura. Die Stadt ist das Zentrum einer Landwirtschaftsregion, die als Sunraysia bekannt ist. Vor allem Zitrusfrüchte und Weintrauben werden hier produziert.

## Geschichte
1887 wurde die Stadt gegründet und zog in nur vier Jahren über 3000 Siedler an, obwohl bei einer Entfernung von 550 km von der Hauptstadt Melbourne der Anschluss an das Eisenbahnnetz erst 1903 erfolgte. Wegen der Transportsituation entwickelte sich in Mildura eine Industrie für Trockenfrüchte, für die Sunraysia noch heute bekannt ist.
Allerdings hat die Region auch immer wieder mit Schädlingen zu kämpfen. Eine Kaninchenplage führte in den Anfangsjahren zusammen mit einer allgemeinen Rezession zu einer schweren Krise. Heute liegt die Stadt in einer „Fruit Fly Exclusion Zone“, in die zum Schutz vor Fruchtfliegen bestimmte Obst- und Gemüsearten nicht eingeführt werden dürfen.
Das schnelle Anfangswachstum der Siedlung führte dazu, dass Mildura großzügig und großflächig geplant wurde; dadurch ist die Deakin Avenue mit 12,1 km die längste gerade Straße des Landes. In Mildura selbst leben etwa 33.000 Einwohner, im gesamten Local Government Area etwa 54.000.
Nahe Mildura ist das größte Thermikkraftwerk der Welt geplant, das ein Kollektordach von 7 Kilometer Durchmesser und einen Turm mit 1000 m Höhe haben soll.

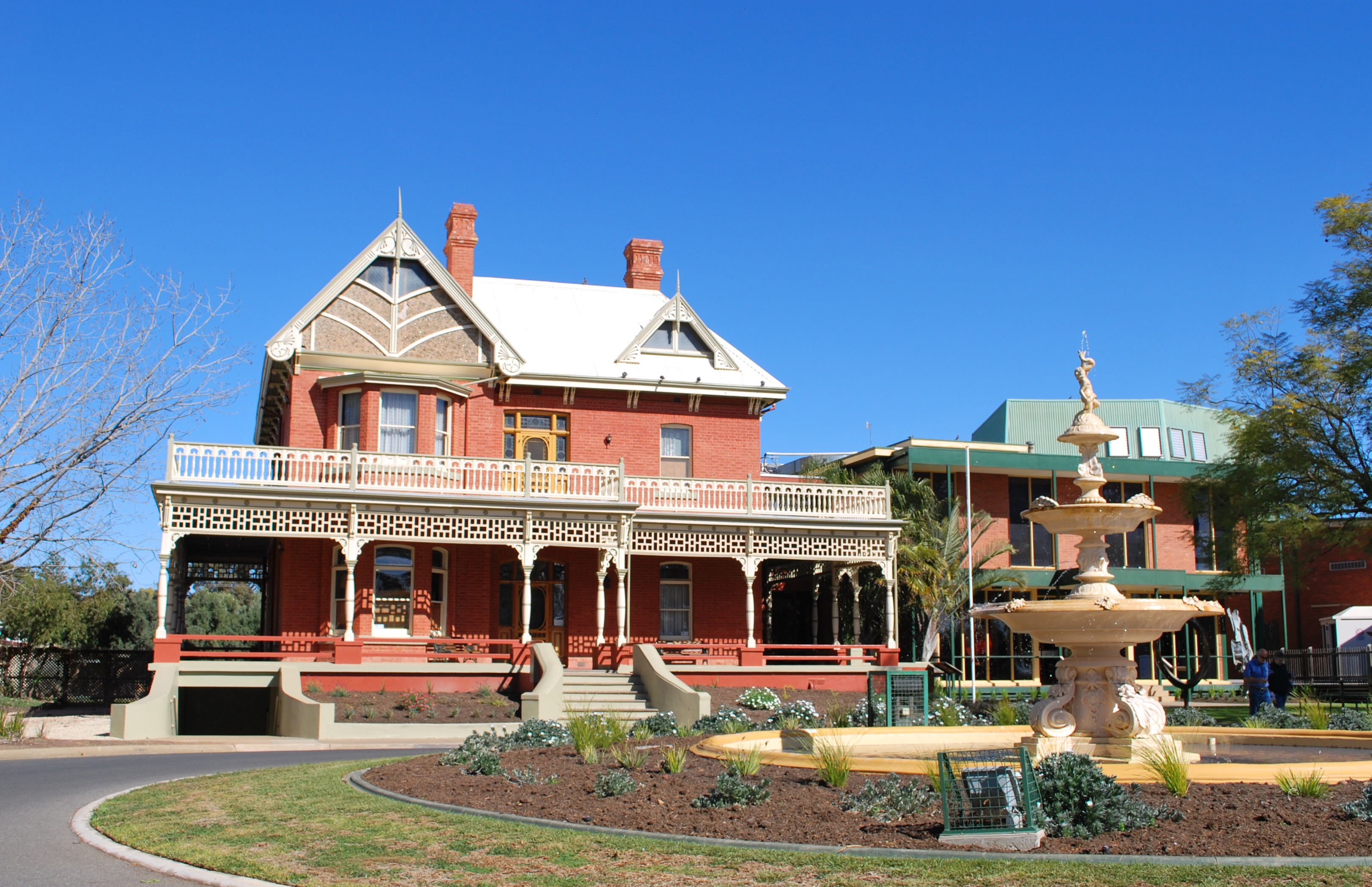
Rio Vista, das ehemalige Haus des kanadischen Ingenieurs William Chaffey
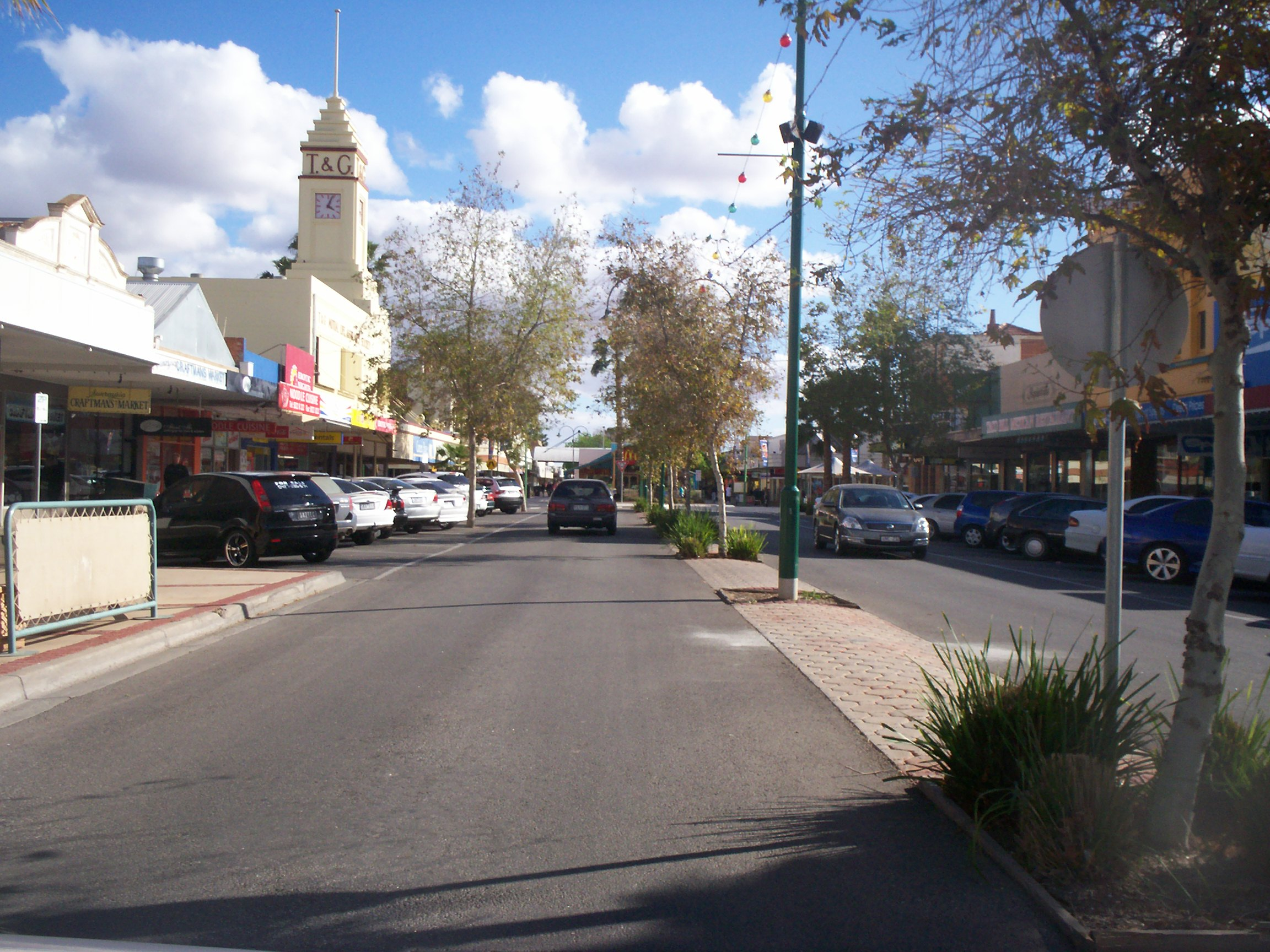
Langtree Avenue (2007)

## Söhne und Töchter der Stadt
- Leslie Rogers Tomlinson (* 1943), römisch-katholischer Bischof von Sandhurst
- Scott W. Sloan (1954–2019), Bauingenieur, Geotechniker und Professor an der University of Newcastle
- Gary West (1960–2017), Radrennfahrer
- Leigh Adams (* 1971), Bahnsportler

## Diverses
Zu internationaler Berühmtheit gelangte Mildura im Dezember 2012 durch einen Fehler in der Navigations- und Kartensoftware im Smartphone-Betriebssystem iOS 6 von Apple. Die Stadt wurde um 70 Kilometer versetzt im Nationalpark eingezeichnet, wodurch mehrere Touristen strandeten.